# Tristessa
"Tristessa" er en sang af Smashing Pumpkins og blev udgivet på bandets debutalbum Gish i 1991. En tidligere version, indspillet i 1989, blev udgivet som single hos Sub Pop Records i december 1990. Sangen er skrevet af Billy Corgan.
Smashing Pumpkins indspillede en række demobånd i løbet af 1989 og 1990 i håbet om at få en pladekontrakt. Bandets første single, "I Am One", blev udgivet af Limited Potentiel i maj 1990, og "Tristessa" blev herefter den anden singleudgivelser. Singlerne var med til at give bandet en pladekontrakt hos Caroline Records. Begge singler, samt en masse andre demoer blev genindspillet til debutalbummet Gish, der udkom 28. maj 1991.
Tristessa er det spanske ord for tristhed.

## 7" Single
1. "Tristessa" (Corgan)
2. "La Dolly Vita" (Corgan)

## 12" Single
1. "Tristessa" (Corgan)
2. "La Dolly Vita" (Corgan)
3. "Honeyspider" (Corgan)